# 폴 윌리엄스 (송라이터)

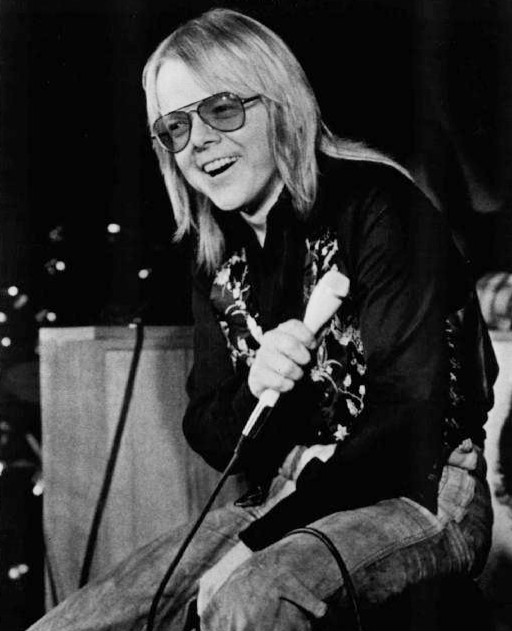

폴 윌리엄스(Paul Williams, 1940년 9월 19일 ~ )는 미국의 배우, 각본가, 가수, 송라이터이다.
오마하에서 태어났다.

## 출연 작품
- 폴 윌리엄스 스틸 얼라이브 (2011년)
- 오브 올 더 씽 (2008년) - 본인 역
- 조지아 룰 (2007년)
- 프린세스 다이어리 2 (2004년)
- 뒤로 가는 연인들 (2002년)
- 인페르노 (1999년)
- 배트맨 - 고담의 기사 (1997년)
- 스트립 바 (1995년)
- 파이어스톰 (1995년)
- 돈벼락 맞은 사나이 (1994, A Million to Juan)
- 폴리스 129 (1994년)
- 20세기의 개구리 왕자 (1991년)
- 도어즈 (1991년)
- 스타 파이어 (1990년)
- 굿바이 베트남 (1988년)
- 악몽의 베트남 (1984년)
- 산타의 북극 마을 (1984년)
- 스모키 밴디트 3 (1983년)
- 스모키 밴디트 2 (1980년)
- 모니카 (1979년)
- 머펫 무비 (1979년)
- 카사블랑카의 살인 (1978년)
- 디 엔드 (1978년)
- 용감한 형제 (1977년)
- 스모키 밴디트 (1977년)
- 사랑의 승리 (1976년)
- 벅시 말론 (1976년)
- 천국의 유령 (1974년)
- 혹성 탈출 5 - 최후의 생존자 (1973년) - 버질 역, 버질 역
- 체이스 (1966년)
- 러브드 원 (1965년)

### 텔레비전
- 비앤비 (1987년)
- 더 폴 가이 (1981년)
- 꿈꾸는 낙원 (1978년)
- 사랑의 유람선 (1977년)
- 하와이 5-0수사대 (1968년)
- 배트맨 - TV 만화 시리즈 (1992년)